# ام‌ام‌ای (روان‌گردان)
ام‌ام‌ای (روان‌گردان) (به انگلیسی: MME (psychedelic)) با فرمول شیمیایی C۱۳H۲۱NO۳ یک ترکیب شیمیایی است. که جرم مولی آن ۲۳۹٫۳۱۱ g/mol می‌باشد. 